# Cieśnina Jailolo
Cieśnina Jailolo (indonez. Selat Jailolo) – cieśnina w Indonezji łącząca Morze Halmahera z Oceanem Spokojnym; oddziela wyspy Halmahera i Gebe; szerokość ok. 45 km.  